# Бредорф
Бредорф (њем. Breddorf) општина је у њемачкој савезној држави Доња Саксонија. Једно је од 57 општинских средишта округа Ротенбург (Виме). Према процјени из 2010. у општини је живјело 1.149 становника. Посједује регионалну шифру (AGS) 3357007.

## Географски и демографски подаци
Бредорф се налази у савезној држави Доња Саксонија у округу Ротенбург (Виме). Општина се налази на надморској висини од 18 метара. Површина општине износи 36,5 km². У самом мјесту је, према процјени из 2010. године, живјело 1.149 становника. Просјечна густина становништва износи 32 становника/km².